# Djouori-Agnili
Djouori-Agnili è un dipartimento della provincia di Haut-Ogooué, in Gabon, che ha come capoluogo Bongoville.